# Volkswagen Virtus
Pour les articles homonymes, voir Virtus.
La Volkswagen Virtus est une sous-compact sedan (segment B) fabriquée par le constructeur automobile allemand Volkswagen depuis 2018. Il est basé sur la Polo Mk6 avec un empattement allongé et la même plate-forme Volkswagen Group MQB A0, qu'il partage également étroitement avec le Taigo/Nivus et le T-Cross/Taigun. Il a été introduit pour la première fois au Brésil en novembre 2017, avec des ventes à partir de janvier 2018. Du Brésil, le véhicule a été exporté dans toute l'Amérique latine. En mars 2022, le véhicule a été introduit en Inde pour remplacer le Vento et utilise la plate-forme MQB A0 IN adaptée pour l'Inde,,.

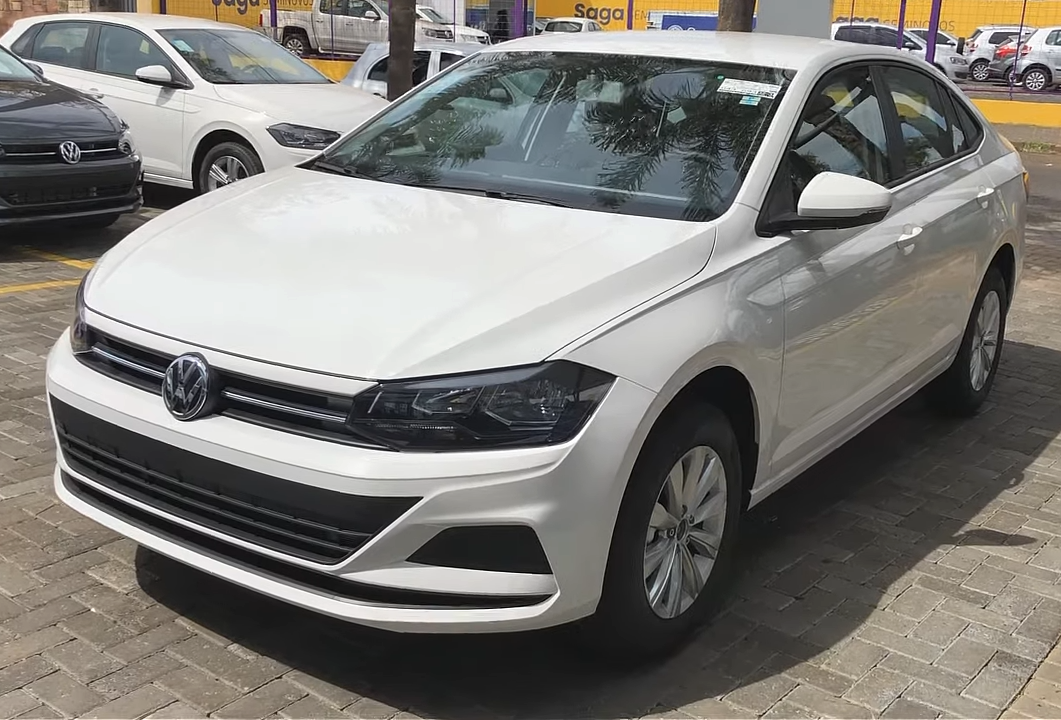
avant de la voiture VW Virtus au Brésil

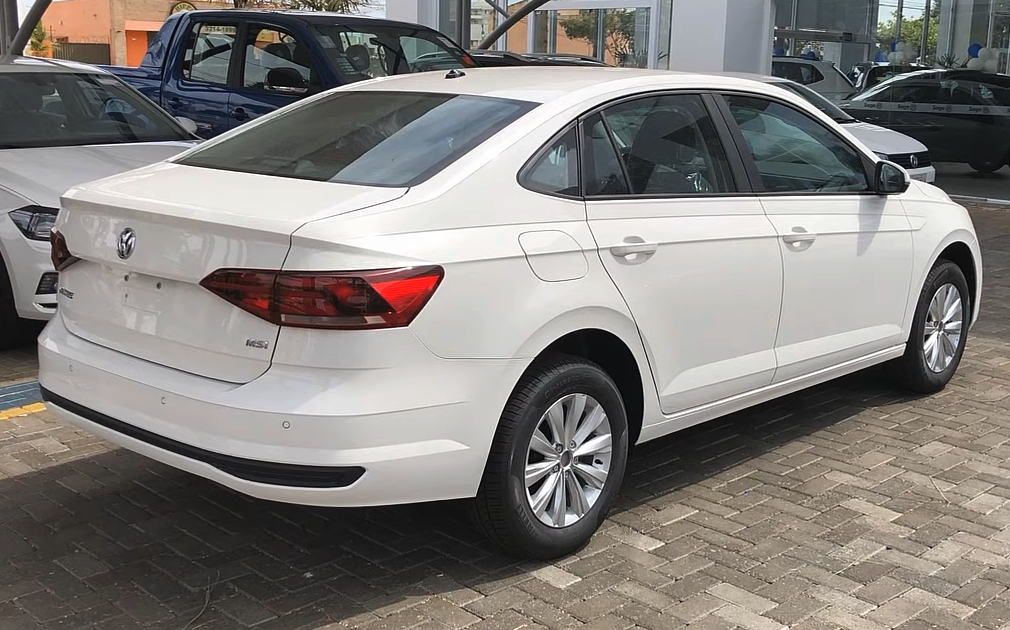
Arrière de la voiture - VW Virtus